# Peter Ing
Peter A. Ing (né le 28 avril 1969 à Toronto, Ontario au Canada) est un joueur professionnel canadien de hockey sur glace.